# كلثوم العتابي
أبو عمرو (أو أبو علي) كلثوم بن عمرو بن أيوب العتابي التغلبي (135 هـ / 752م - 220 هـ / 835م)، كاتب وشاعر عربي من العصر العباسي.

## نسبه
كلثوم بن عمرو بن أيوب بن عُبيد بن حُبيش بن أوس بن مسعود بن عبد الله بن عمرو بن كلثوم بن مالك بن عتّاب بن سعد بن زهير بن جشم بن بكر بن حبيب بن عمرو بن غنم بن تغلب بن وائل.

## سيرته
ولِدَ كلثوم بن عمرو بن أيوب في مدينة قنسرين في الشام، وكانت ولادته في سنة 135هـ، ويعود نسبه إلى الشاعر الجاهلي المشهور عمرو بن كلثوم. سكن كلثوم في رأس العين، ثُمَّ انتقل إلى بغداد، وكان مُقرَّباً من البرامكة، ومدحهم في أشعاره، فلمَّا انقلب عليهم هارون الرشيد فيما عُرِف بنكبة البرامكة، هرب كلثوم إلى اليمن بعد أن طاله غضب الرشيد، إلا أنَّه عاد بعد ذلك إلى عاصمة الخلافة، وتوثَّقت صلاته بالمأمون، وكان مُقرَّباً لدى عددٍ من قادته وولاة أراضيه. عمل كلثوم في ديوان الخلافة، وكان يجيد اللغة الفارسيَّة. مال كلثوم العتابي في آخر حياته إلى الزهد والتقشُّف، ولم تكن له عناية بمظهره، وعمَّر عُمراً طويلاً، وكانت وفاته قرابة 220هـ، وقيل أيضاً أنَّه تُوفِّي في 208هـ.

## مؤلفاته
تُنسَب إليه المؤلفات التالية:
- المنطق
- الآداب
- فنون الحكم
- الألفاظ
- الخيل

## شعره
نُشِرَ ديوانه في عام 1969، في مجلَّة «المربد» في عددها الثاني والثالث، بتحقيق ناصر حلاوي، وفي 1984 نشر زكي ذاكر المعاني مستدركاً لما غفله ناصر حلاوي في نفس المجلة.